# Service Component Architecture
Architektura Komponentów Usługowych (SCA) to technologia informatyczna stworzona przez wiodących dostawców technologii informatycznych IBM i Oracle. SCA dostarcza model do tworzenia aplikacji, które realizują założenia architektury zorientowanej na usługi (SOA). Technologia obejmuje szeroki zakres różnych techniki i jako taka jest określona w różnych niezależnych technicznie specyfikacjach w celu zachowania neutralności języka programowania i środowiska aplikacji. 
Podstawowym artefakt SCA jest Kompozyt (Composite), który posiada dostępne zdalnie Usługi (Services). Kompozyt zawiera jeden lub więcej Komponentów (Components), które zawierają funkcje biznesowe dostarczane przez moduł. Komponenty oferują funkcję usług, które mogą być wykorzystywane przez inne składniki w ramach tego samego modułu, lub które mogą być udostępniane do użytku na zewnątrz modułu poprzez punkty wejścia. Komponent może również zależeć od Usług świadczonych przez inne Komponenty - te zależności są nazywane Referencjami (References).

## Partnerzy
SCA tworzą następujące podmioty:
- członkowie założyciele: BEA Systems, IBM, IONA Technologies, Oracle Corporation, SAP AG, Sybase, Xcalia i Zend Technologies
- dodatkowi członkowie od 26 lipca 2006: Cape Clear, Interface21, Primeton Technologies, Progress Software, Red Hat, Rogue Wave Software, Software AG, Sun Microsystems i TIBCO Software.
- dodatkowi członkowie od 18 września 2006: Siemens AG